# Milhas
Milhas är en kommun i departementet Haute-Garonne i regionen Occitanien i södra Frankrike. Kommunen ligger i kantonen Aspet som tillhör arrondissementet Saint-Gaudens. År 2022 hade Milhas 191 invånare.

## Befolkningsutveckling
Antalet invånare i kommunen Milhas
Referens:INSEE